# Івиця Янчичевич
Івіца Янічевіч (серб. Ivica Janicijevic; нар. 21 жовтня 1975, Приштина, АК Косово) — сербський футболіст, нападник та півзахисник.

## Життєпис
Футбольну кар'єру розпочав у 1996 році в команді з рідного міста, ФК «Приштина». За цю команду виступав протягом трьох сезонів (49 матчів, 4 голи). У 1999 році перейшов до «Белграду», де відіграв два сезони (62 матчі, 15 голів). Сезон 2001/02 років розпочав в іншому столичному клубі, ОФК Белград (2 матчі). Під час зимової перерви сезону 2001/02 років приєднався до «Карпат», з яким пройшов збори. На цих зборах багато забивав, віддавав гольові передачі. Проте напередодні їх завершення отримав важку травму. Дебютував за першу команду львів'ян 25 травня 2002 року в програному (0:2) домашньому поєдинку 24-о туру Вищої ліги проти харківського «Металіста». Івиця вийшов на поле в стартовому складі, а на 28-й хвилині його замінив Василь Швед. У складі першої команди клубу зіграв 7 матчів. Також виступав за нижчолігові фарм-клуби «зелено-білих» «Карпати-2» (10 матчів, 1 гол) та «Карпати-3» (1 поєдинок). Потім відправився в оренду до Кореї, після чого про подальшу кар'єру серба інформація відсутня.